# 보즐
보즐(步騭, ? ~ 247년)은 중국 후한 말 ~ 삼국 시대 동오의 정치가로, 자는 자산(子山)이며 임회군 회음현(淮陰縣) 사람이다.

## 사적
《삼국지》 권52에 열전이 있다.
난세를 피해 강동에서 위정과 함께 낮에는 오이 농사로 생계를 유지하며 밤에는 공부했다. 살던 곳이 군의 호족 회계 사람 초정강(焦征羌, 《오록》에 따르면, 이름은 초교(焦矯)며, 옛날 정강령이었다)의 땅으로, 그를 두려워하여 위정과 같이 오이를 헌상하러 방문했다. 초정강은 보즐 일행을 심히 멸시했으므로 위정은 심히 치욕을 느끼고 분노했으나, 보즐은 초정강의 멸시를 묵묵히 받아내었다. 위정이 보즐에게 분노하자, 보즐은 대답하여 애당초 우리가 빈천하니 빈천한 대로 대우받았을 뿐인데 무엇을 부끄럽게 여기냐 하였다.
손권이 토로장군이 되자 불러 주기로 임명했다. 해가 지나자 질병으로 관직을 면하고 제갈근·엄준과 함께 오중에서 유학하며 명성을 얻었다. 손권은 보즐에게 해염장을 제수하고, 다시 불러 거기장군 동조연으로 삼았다. 손권이 서주목이 되자 보즐로 치중종사를 삼고, 무재로 천거했다.
건안 15년(210년), 파양태수가 되었고, 교주자사·입무중랑장으로 전임되어 무야리 천여 명을 거느렸다. 이듬해 사지절·정남중랑장이 더해졌다. 당시 교주에는 유표가 임명한 창오태수 오거와 후한의 교지태수로 형제들과 함께 교주에서도 현재의 북베트남 지역에서 세력을 떨치고 있던 사섭이 할거하고 있었다. 오거는 겉으로는 보즐을 따르면서 속으로는 거슬렀다. 보즐은 우호를 가장하여 오거를 회유하여 서로 만났고, 그 자리에서 오거를 베어 위세를 떨쳤다. 한편 사섭도 형제들을 이끌고 보즐에게 귀순하여, 교주는 오나라의 세력권으로 편입되었다. 익주군의 호족 옹개 등이 태수 정앙(正昂)을 살해하고 손권에게 귀부하기를 구하자, 보즐은 이들을 받아들여 평융장군이 더해지고, 광신후에 봉해졌다.
연강 원년(220년), 손권의 명령으로 여대가 보즐을 대신했다. 보즐은 교주 사람 1만 명을 데리고 장사로 갔으며, 마침 유비가 쳐들어와 무릉만이가 준동하였으므로 손권의 명령에 따라 익양에 주둔했다. 유비가 패배한 후 영릉과 계양 각지에서 일어난 소요를 곳곳마다 진압했다. 황무 2년(223년), 우장군·좌도호로 승진하고 임상후로 봉해졌다. 동 5년(226년), 가절을 받고 구구로 주둔지를 옮겼다.
황룡 원년(229년), 손권이 황제가 되자 표기장군이 되었고 기주목을 겸임했다. 같은 해에 서릉을 도독하고, 육손을 대신하여 국경을 진무했다. 촉한과 맺은 동맹 조약에 따르면 기주는 촉한의 영토가 되므로, 기주목에서 해임되었다. 교사 여일이 횡포를 부려 수많은 사람이 잡혀가자, 손권에게 상소를 올려 여일을 주살하게 했다. 적오 9년(246년), 육손을 대신하여 승상이 되었다. 이듬해 가을에 세상을 떠났다.

## 계보
선조는 춘추 시대 진나라의 대부 극의(郤義)의 아들 보양(步楊)으로, 식읍으로 보(步) 땅을 받아 그 지명으로 씨를 삼았다. 그 자손으로 공자의 제자 보숙이 있으며, 그 후예에 진·한 교체기에 공을 세운 장군이 있어 회음후에 봉해졌다. 보즐은 그 후예다.
손권의 사실상의 황후 보부인은 보즐의 일족으로, 혈연 관계는 미상이다.

### 관련 인물
보기　보연사　보천

## 같이 보기
- 삼국지 인물 목록